# Graziano Malachin
Graziano Malachin (Padova, 6 settembre 1953) è un ex cestista italiano.

## Carriera
Cresce nell'Ignis Varese ed è in panchina a Tel Aviv il 22 marzo 1972 quando la sua squadra batte la Jugoplastika Spalato e vince la Coppa dei Campioni.
Gioca in Serie A1 con la IBP Roma e Scavolini Pesaro, ed in serie A2 con l'Eldorado Roma.

## Palmarès
- Coppa dei Campioni: 1

Pall. Varese: 1971-1972